# Musée du sel de Marsal
Le musée départemental du sel est un musée mosellan situé dans la commune de Marsal, abrité dans l’une des deux anciennes portes fortifiées, dite « Porte de France », vestige des fortifications de Vauban. Il est la propriété du Conseil départemental de la Moselle et fait partie du réseau des sites Moselle Passion.

## Contexte
Marsal se situe au cœur du pays du Saulnois. Il y a 200 000 millions d'années, la mer du Nord descendait jusqu'en Lorraine. Dès l'âge du fer, une exploitation des « mares salées » s'est développée à une échelle quasi-industrielle : elle produisait 20 000 tonnes de sel par an.
Les nombreuses sources salées sur le territoire Marsal, fortifié dès le XIIIe siècle, suscite la convoitise des ducs de Lorraine, des évêques de Metz et des rois de France.
Le musée tente de restituer au visiteur le processus d'exploitation de « l’or blanc », à travers les techniques de production depuis la préhistoire et évoque également l'histoire de l’ancienne place forte de Marsal. Il présente une partie des collections provenant des fouilles du briquetage de la Seille, qui illustrent les relations complexes de l'homme au sel au cours de l'histoire.
Les richesses du musée : des vestiges archéologiques, un reliquaire du XIVe siècle, une vierge ouvrante du XIVe siècle, des témoignages de la vie quotidienne, une originale collection de salières.

## Tourisme
Le musée bénéficie du label officiel français Musée de France et fait partie du réseau des Grands Sites de Moselle.
Une nouvelle muséographie met en avant les fortifications et un film en 3D restitue la citadelle à l'époque de Vauban
.